# Chantrigné
Chantrigné is een gemeente in het Franse departement Mayenne (regio Pays de la Loire) en telt 609 inwoners (2005). De plaats maakt deel uit van het arrondissement Mayenne.

## Geografie
De oppervlakte van Chantrigné bedraagt 18,6 km², de bevolkingsdichtheid is 32,7 inwoners per km².
De onderstaande kaart toont de ligging van Chantrigné met de belangrijkste infrastructuur en aangrenzende gemeenten.

## Demografie
Onderstaande figuur toont het verloop van het inwonertal (bron: INSEE-tellingen).

1. ↑  Populations de référence 2022.